# Zebda
Zebda è un gruppo rock francese.
Gli artisti che formano questo gruppo sono tutti cresciuti a Tolosa, città per la quale si sono molto impegnati. I testi delle loro canzoni sono fortemente segnati dall'impegno politico e sociale, arrivando fino alla citazione di un discorso di Jacques Chirac nella canzone Le bruit et l'odeur.
Il risultato di questo impegno politico ha portato alla creazione e alla partecipazione a un movimento cittadino che è sfociato in una lista elettorale alle elezioni municipali del marzo 2001, sotto il nome di Motivé-e-s. Il movimento ha raccolto un buon numero di personaggi di Tolosa degni di nota e, con il 12,8 % dei voti, ha ottenuto quattro seggi al consiglio municipale.
Riguardo allo stile musicale, Zebda è un miscuglio di suoni e di influenze rock, rap, raï et reggae. Con Noir Désir e Manu Chao, il dinamico gruppo di Tolosa è una punta di lancia dell'impegno politico per cause diverse.
Il gruppo ha ottenuto un grande successo con la canzone Tomber la chemise, che si inserisce nella tradizione francese degli inni festivi, insieme a  Viens poupoule, La danse des canards, Le travail, c'est la santé e altri successi popolari.
Il nome del gruppo viene dalla parola araba zebda, che significa burro, ed è un gioco di parole con beur, parola francese che identifica i discententi degli immigrati maghrebini.
Nel 2003, il gruppo ha deciso di prendersi una pausa per dedicarsi ad altri progetti. Così nel 2004 è uscito l'album solista di Magyd Cherfi, e nel 2005 quello di Mouss et Hakim Amokrane.
Nel 2011 gli Zebda tornano insieme e partono per un tour che li porta a toccare tutta la Francia, annunciando un nuovo album per il 2012 uscito il 23 gennaio col titolo Second Tour.

## Discografia
- L'arène des rumeurs (1992)
- Le bruit et l'odeur (1995)
- Essence ordinaire (1998)
- Utopie d'occase (2002)
- La Tawa Live (2003)
- Second tour (2012)
- Comme des cherokees (2014)